# 劉珍 (隋)
劉 珍（りゅう ちん、生没年不詳）は、隋の道士。広漢郡什邡県（現在の四川省徳陽市什邡市）の人。

## 生涯
開皇19年（599年）、瀘州合江県安楽山（現在の筆架山）で修道した。所蔵されている道経・鐘磬の持ち出しは禁じられており、封じた石室は60年後に聖君が現れて取り出すと予言していた。
『太平寰宇記』には仙人となって飛んで行ったと記されてあり、隋の文帝がその遺跡を訪問して騰清観・安楽観・靖安観を建てるよう命令した。唐の高宗の顕慶4年（659年）、道経・鐘磬を取ってくるよう使いを出して、山の壁に碑文を刻んだ。